# ردبوش (کنتاکی)
ردبوش (به انگلیسی: Redbush) یک منطقهٔ مسکونی در ایالات متحده آمریکا است که در شهرستان جانسون، کنتاکی واقع شده‌است. ردبوش ۲۶۳٫۰۵ متر بالاتر از سطح دریا واقع شده‌است.